# Ендре Шили
Ендре Шили (Кула, 21. јун 1956) српски је математичар и академик. Инострани је члан састава Српске академије науке и уметности од 5. новембра 2009. и члан Краљевског друштва од  23. марта 2021. Држављанин је Уједињеног Краљевства и Србије.

## Биографија
Рођен је 21. јуна 1956. године у Социјалистичкој Федеративној Републици Југославији. Одрастао је у Суботици, по националности је Мађар. Завршио је основне студије на Природно-математичком факултету Универзитета у Београду 1978. године, магистратуру 1980. и докторат 1985. Професионално се усавршавао на Универзитету у Редингу и Универзитету у Оксфорду 1983—1984. Радио је као ванредни професор на Универзитету у Оксфорду од 1985. и као редовни професор од 1999. Предаје нумеричку анализу и математику на Математичком факултету Универзитета у Оксфорду. Биo је позвани предавач на Међународном конгресу математичара у Мадриду 2006. Бави се математичком анализом нумеричких алгоритама за нелинеарне парцијалне диференцијалне једначине. Био је члан главног научног одбора Друштва за основе рачунарске математике од 1999. године и председник 2002—2006. Инострани је члан састава Српске академије науке и уметности од 5. новембра 2009, Европске академије наукa од 2010, Друштва за индустријску и примењену математику од 2016, Европске академије од 2020. и Краљевског друштва од 23. марта 2021. Главни је уредник IMA Journal of Numerical Analysis, члан редакције SIAM Journal on Numerical Analysis, Numerische Mathematik, ESAIM M2AN: Mathematical Modeling and Numerical Analysis и члан уредничких одбора серија монографија Princeton University Press Applied Mathematics Series; London Mathematical Society Lecture Note Series и Oxford University Press Monographs in Numerical Mathematics and Scientific Computation. Добитник је награде „Про Урбе” Суботице 2021. године.
Отац је српског драматурга и драмског писца Федора Шили, добитника Стеријине награде 2013,  и социолошкиње Tимеe Шили.